# 药用地不容
药用地不容（学名：Stephania officinarum）是防已科千金藤属的植物，是中国的特有植物。分布于中国大陆的云南等地，目前尚未由人工引种栽培。